# Le Beau-père (film, 1987)
Cet article concerne le film de Joseph Ruben. Pour le film de Nelson McCormick, voir Le Beau-père.
Pour les articles homonymes, voir The Stepfather.
Série
Le Beau-père 2
(1989)
Pour plus de détails, voir Fiche technique et Distribution.
Le Beau-père (titre original : The Stepfather) est un thriller américain réalisé par Joseph Ruben, sorti en 1987.

## Synopsis
Un homme tue toute sa famille et se prépare à rejoindre une autre.

## Fiche technique
- Titre : Le Beau-père
- Titre original : The Stepfather
- Titre allemand : Kill, Daddy, Kill
- Titre espagnol : El Padrastro
- Réalisation : Joseph Ruben
- Scénario : Donald E. Westlake, Brian Garfield, Carolyn Lefcourt (histoire)
- Décors : Kimberley Richardson
- Musique : Patrick Moraz
- Monteur : George Bowers
- Sociétés de production : Incorporated Television Company (ITC)
- Sociétés de distribution : New Century Vista Film Company (1987) (USA)
- Directeur de la photographie : John Lindley
- Costumes : Mina Mittelman
- Producteurs : Jay Benson
- Producteur exécutif : Dennis A. Brown	& Warren Carr
- Langue : anglais
- Format, couleur, 35 mm, 1.85 : 1
- Genre : thriller
- Durée : 89 minutes
- Dates de sortie :
  - États-Unis : 23 janvier 1987
  - France : 1er juin 1988
- Public :  Unrated (États-Unis), -18 (Royaume-Uni), -12 (France)

## Distribution
- Terry O'Quinn (VF : Claude Giraud) : Jerry Blake
- Jill Schoelen (VF : Virginie Ogouz) : Stéphanie Maine
- Shelley Hack (VF : Anne Kerylen) : Susan Maine
- Charles Lanyer (VF : Michel Paulin) : le Dr Bondurant
- Stephen Shellen (VF : Marc Alfos) : Jim Ogilvie
- Stephen E. Miller (VF : Robert Darmel) : Al Brennan
- Robyn Stevan : Karen
- Jeff Schultz (VF : Mark Lesser) : Paul Baker
- Lindsay Bourne : Le professeur d'art
- Anna Hagan : Mme Leitner
- Gillian Barber (VF : Dany Laurent) : Annie Barnes
- Blu Mankuma (VF : Mostéfa Stiti) : le lieutenant Jack Wall
- Jackson Davies : M. Chesterton
- Sandra Head : la réceptionniste
- Gabrielle Rose (VF : Dany Laurent) : Dorothy Rinehard
- Don S. Williams (VF : Hubert Drac) : M. Stark

## Distinctions

### Récompenses
- 1987 : Festival international du film de Catalogne Meilleure actrice Jill Schoelen
- 1988 : Festival du film policier de Cognac, Critics Award Joseph Ruben

### Nominations
- 1990
  - Fantasporto, Best Film Joseph Ruben  (nommé)

- 1988
  - Saturn Award, Terry O'Quinn  (nommé)
  - Young Artist Awards, Jill Schoelen (nommée)
  - Independent Spirit Awards, Terry O'Quinn  (nommé)
  - Prix Edgar-Allan-Poe, Donald E. Westlake   (nommé)

## Autour du film
- Le film est basé sur l'histoire vraie dans les années 1970 de John List (1925-2008) qui tua sa femme, ses enfants et sa mère pour s'installer dans une autre famille.

- Shelley Hack est connue mondialement pour avoir campé le rôle de Tiffany Welles dans la série Drôles de dames.

## Sortie vidéo
Le film sort en DVD/Blu-ray le 12 novembre 2019 édité par Elephant Films.